# Jean de Vomécourt
Pour les articles homonymes, voir Vomécourt (homonymie).
Jean de Crevoisier de Vomécourt (1899 - 1945), fut pilote dans les Royal Flying Corps, abattu en 1917, maire de Bonnal (Doubs), et, avec ses deux frères cadets Pierre et Philippe, résistant pendant la Seconde Guerre mondiale pour le compte du service secret britannique Special Operations Executive.

## Famille
- Ses deux frères : Philippe et Pierre de Vomécourt.
- Ses quatre enfants :  François, Yves, Christiane et Chantal.

## Biographie

### Jeunesse
1899. Naissance de Jean François Constantin de Crevoisier Baron de Vomécourt le 25 mai à Chassey-lès-Montbozon (Haute-Saône).
Éducation en Angleterre.

### Première guerre mondiale
1916. Engagé volontaire à 17 ans dans les Royal Flying Corps.
1917. Abattu et grièvement blessé. Démobilisé après 9 mois d'hôpital avec le grade de lieutenant, il obtient la nationalité britannique à titre de récompense.

### Durant l'entre-deux-guerres
Il est maire de Bonnal.

### Seconde Guerre mondiale
1939. À la déclaration de la guerre, il se rend au Ministère de la Guerre pour s'engager comme pilote. Il s'entend répondre qu'on n'aurait pas d'avion à lui confier et il se résigne à rentrer chez lui. Mais il veut se battre, malgré ses quatre enfants et ses quarante ans.
1940. Il écrit à Londres en demandant à reprendre son grade de capitaine dans l'armée britannique. Il reçoit une réponse positive, à condition de présenter une dispense accordée par le gouvernement français. L'obtenant à l'issue de longues discussions, il envoie la dispense à Londres, accompagnée d'une lettre où il écrit en substance : « Je peux venir sans délai ; envoyez-moi, je vous prie, un ordre de départ ». Survient l'invasion allemande et l'armistice : il est contraint de rester en France, bien décidé de résister dès qu'il le pourra.
1941. Son frère Pierre (parachuté dans la nuit du 10/11 mai) lui fait parvenir un mot chez lui, à Pontarlier, pour lui demander de venir le rencontrer à Paris, car il serait plus facile à Jean d’obtenir un permis de sortie de la « zone rouge » pour aller à Paris sous un prétexte quelconque qu’à Pierre d’aller en zone rouge. Lors de leur rencontre, Pierre informe Jean que leur frère Philippe a déjà accepté de « travailler » dans la zone libre. Jean accepte aussitôt de travailler aussi, et prend en charge la Franche-Comté (importante pour des passages éventuels en Suisse) et la région de Nancy. 
Témoignage de Pierre de Vomécourt
De son côté, mon frère Jean et ses équipes endommageaient des écluses utilisées pour des transports d'armements venant, par exemple du Creusot. De même, Jean s’attaquait à des usines utilisant des machines-outils de précision et produisant des matériels sensibles à l’eau, pièces électriques et autres. Sans bruit les veilleurs étaient mis hors de combat et l’usine noyée sous les flots d’eau de l’équipement anti-incendie. Du côté des usines Peugeot à Montbéliard, des amis lui procuraient des bicyclettes introuvables autrement et pratiquement seul moyen de transport. Enfin chacun de nous recherchait de son côté des éléments actifs et courageux travaillant dans le bureau « planning » d’usines importantes. Profitant de toutes les occasions, ces hommes s’arrangeaient pour que parviennent à certaines chaînes de fabrication du matériel non conforme, les arrêtant plus ou moins longtemps. Tel fut le genre d’activité sans arme ni explosif que nous développions avec le concours de Français imaginatifs et prêts à prendre des risques.
Témoignage de Philippe de Vomécourt
Chargé de la France de l'Est, Jean y établit un puissant réseau avec l'aide du marquis de Moustier. Ils créent plusieurs groupes de Résistance dans des villes de l'Est, notamment à Nancy et à Montbéliard. Ils font d'excellentes recrues parmi les techniciens et les ouvriers des usines de la région et, bien qu'ils ne reçoivent aucun envoi d'armes ou de matériel, ils organisent des opérations de sabotage industriel en se servant d'armes et d'outils qu'ils récupèrent ou fabriquent eux-mêmes. Ils s'attaquent plus particulièrement aux usines de Sochaux et obtiennent aussi d'excellents résultats en égaillant à travers la France des wagons chargés de précieux équipements destinés à l'Allemagne. C'est sur les canaux, cependant, qu'ils exécutent le travail le plus difficile. Les Allemands envoient par cette voie des patrouilleurs et des lance-torpilles, dont pas un seul, en dépit de puissantes escortes, n'arrive à destination. Les membres du réseau de Jean réussissent sans le secours d'aucune mine magnétique ni d'aucun explosif reçu de Londres, à couler chacun d'eux. 
1942.
- Il est arrêté le 26 juillet[3], puis emprisonné à Besançon, puis à Fresnes.

1945. Vers le 12 février, il meurt au camp d’Oranienburg en Allemagne.

## Distinction
Médaille de la Résistance française à titre posthume (décret du 31 mars 1947)

## Reconnaissance
Sa mort en déportation vaut l'attribution de la mention « Mort pour la France » au regard de son nom qui figure sur le monument aux morts de Chassey-lès-Montbozon.

## Sources et liens externes
- Sous la direction de François Marcot, Dictionnaire historique de la Résistance, coll. Bouquins, Robert Laffont, 2006.
- Marcel Ruby, La Guerre secrète. Les Réseaux Buckmaster, France-Empire, 1985.
- Philippe de Vomécourt, Les Artisans de la liberté, traduit de l'anglais par Patricia Owen, PAC, 1975,  (ISBN 2-85336-010-5)